# Київський воєнно-історичний музей
Київський воєнно-історичний музей . Відкрився 28 грудня 1910 у перебудованому підвальному приміщенні Київського художньо-промислового і наукового музею (сучасна вул. М.Грушевського, 6). Створений Київським відділом Імператорського Російського воєнно-історичного товариства, перебував у віданні його музейної комісії, яку очолював начальник штабу Київського військового округу (КВО) генерал-лейтенант В.Драгомиров. Зібрання музею складалося з колекцій зброї, озброєння, обмундирування, форменого одягу, нагород, знаків, прапорів, регалій, нумізматики, портретів військових, меморіальних комплексів, живопису й малюнків, відповідних профілеві музею, тощо. За тематикою збірки й експозиція музею були поділені на 13 розділів, які висвітлювали історію військової і воєнної справи на території України від раннього періоду кам'яної доби — палеоліту до часів діяльності КВО і самого товариства. Спеціальні розділи було присвячено княжій, польсько-литовській, козацько-гетьманській добі. Хранитель музею — полк. С.Крейтон, ад'ютант Київського, Подільського і Волинського генерал-губернатора. Значну роль у створенні й розбудові музею відіграли Б.Адамович, О.Бобринський, С.Бодилевський, К.Болсуновський, В.Завитневич, В.Іконников, Ю.Кулаковський, В.Ляскоронський, Д.Меньшов, С.Могилевцев, Б.Стеллецький, Ф.Трепов, Б.Ханенко, В.Хвойка, Й.Хойновський та ін. військові, громадські діячі, вчені, меценати, діячі культури. У квітні 1917 — червні 1918 збірки музею містилися в Маріїнському палаці, звідки їх було викинуто просто неба, де частина колекції загинула або була розкрадена, рештки перенесено до Генштабу, але відновлення діяльності музею не відбулося.